# Ostrołódka polna
Ostrołódka polna (Oxytropis campestris (L/) DC) – gatunek rośliny wieloletniej należący do rodziny bobowatych (Fabaceae).

## Zasięg występowania
Gatunek arktyczno-alpejski. Występuje w górach i tundrze Ameryki Północnej, Mongolii i Europy. W Europie występuje w Szkocji, Szwecji, Pirenejach, Apeninach, Alpach, górach Półwyspu Bałkańskiego, Karpatach. Występuje też na Syberii (Jakucja) i w północnej części Ameryki Północnej (od Utah i Kolorado po Jukon i Alaskę). W Polsce występuje wyłącznie w Tatrach, i to tylko w Tatrach Zachodnich na nielicznych stanowiskach: Czerwony Żleb, Dolina Litworowa, Dolina Małej Łąki, Dolina Mułowa, Giewont, Kobylarz, Kobylarzowa Turnia, Kobylarzowy Zachód, Kopa Kondracka, Mała Świstówka, Małołączniak, Mały Giewont, Tomanowe Stoły, Wielka Świstówka, Wielka Turnia. W 2008 r. najliczniej występował na Kobylarzowej Turni i na Kobylarzowym Zachodzie.

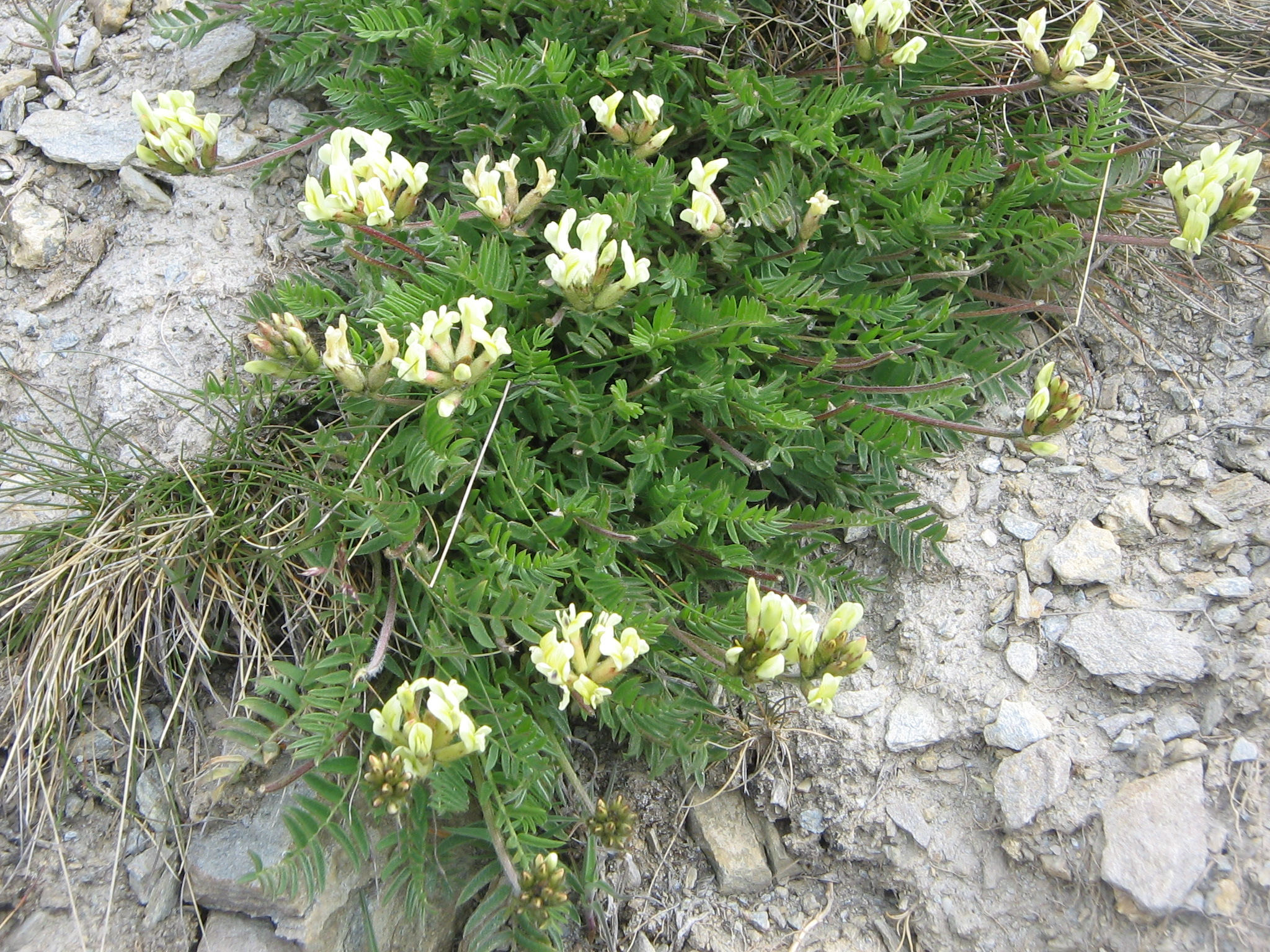
Pokrój
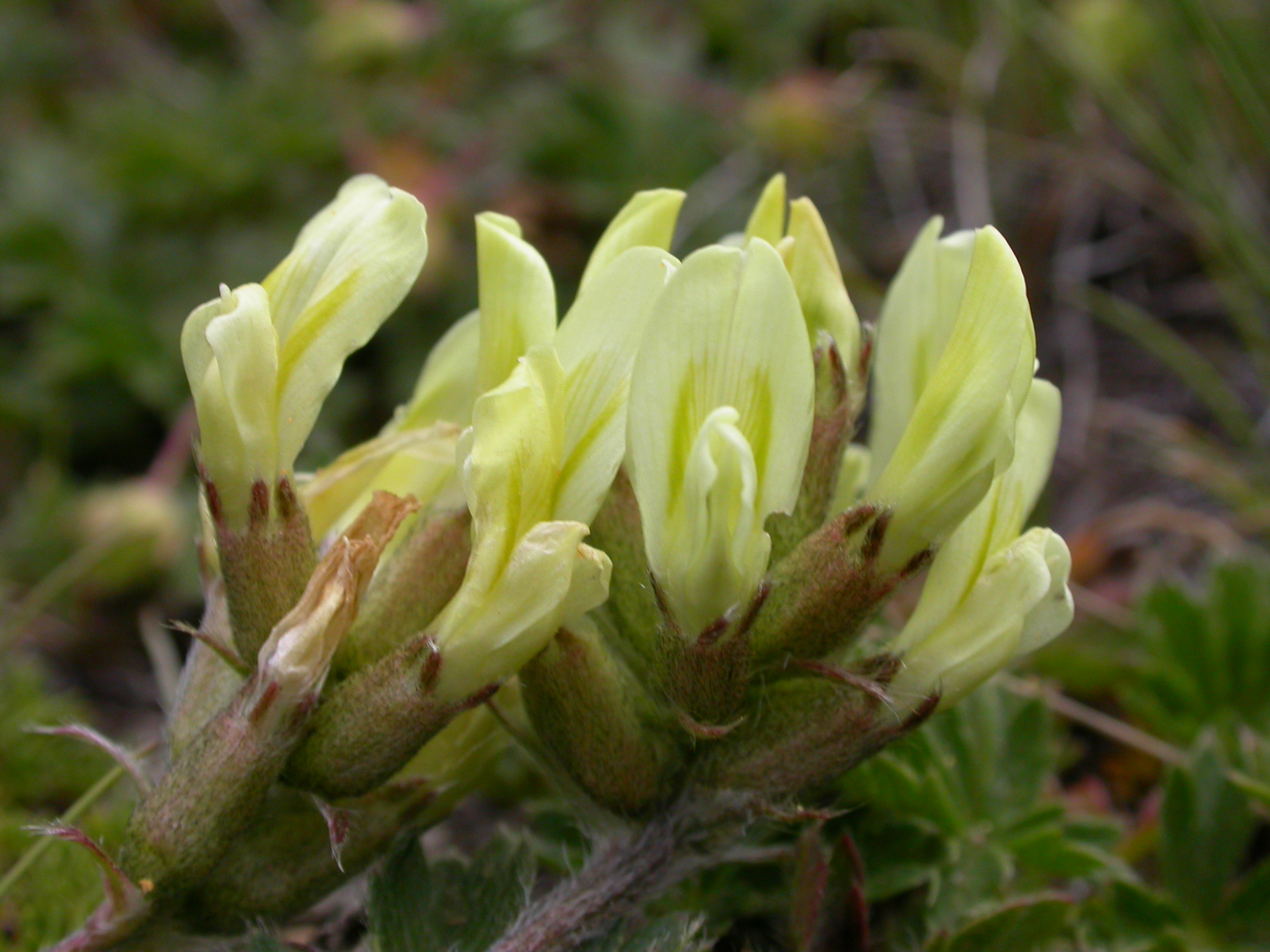
Kwiaty
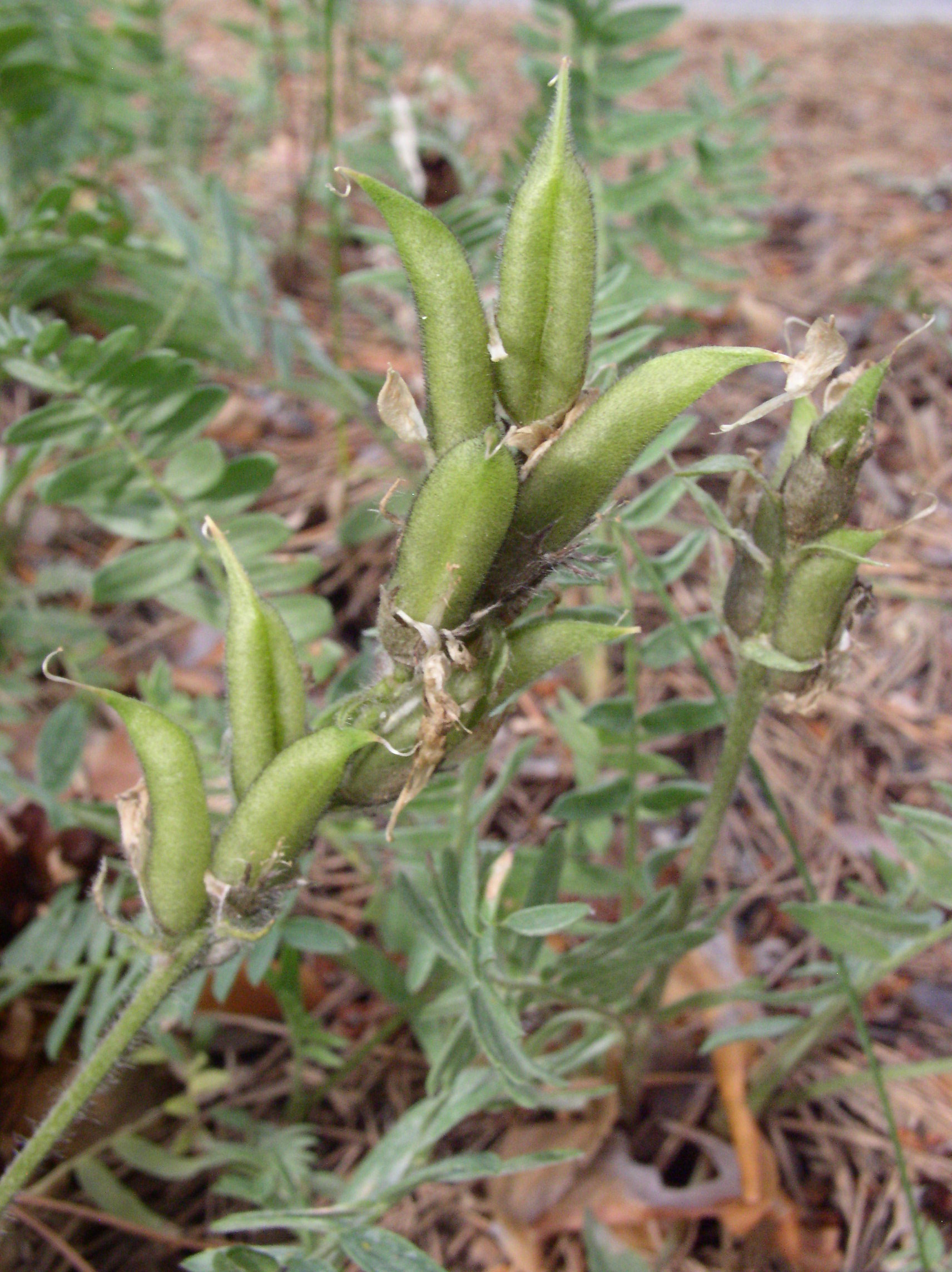
Strąki

## Morfologia
PokrójRoślina luźnokępkowa o wysokości do 15 cm. Cała roślina jest rzadko i przylegająco owłosiona.
ŁodygaBardzo skrócona, tak, że wszystkie liście wyrastają praktycznie w różyczce liściowej. Pod ziemią roślina wytwarza krótkie kłącze.
LiścieWyłącznie liście różyczkowe. Są długoogonkowe i nieparzystopierzasto złożone z 8–15 par lancetowatych listków.
KwiatyZebrane w główkowaty kwiatostan na szczycie długiej szypułki. Kielich o rurce 3-krotnie dłuższej od ząbków korony i pokryty nieco tylko odstającymi włoskami. Kwiaty motylkowe o żagielku dwukrotnie dłuższym od skrzydełek. Są jasnożółte, tylko szczyt łódeczki jest fioletowo-szary.
OwocPodłużnie jajowaty strąk o długości 14–18 mm. Na brzusznym szwie ma od wewnętrznej strony listewkę. Z zewnątrz pokryty czarnymi, krótkimi włoskami.

## Biologia i ekologia
Bylina, hemikryptofit. Kwitnie od lipca do sierpnia. Rośnie na skałach, upłazach i naskalnych murawach, wyłącznie na podłożu wapiennym (kalcyfit). W Tatrach występuje głównie w piętrze kosówki i piętrze hal, z rzadka również w reglu górnym. Gatunek charakterystyczny dla klasy (Cl.) Sesleriietea variae. Liczba chromosomów 2n = 32.

## Zmienność
Występuje w 6 odmianach:
- Oxytropis campestris (L.) DC. var. campestris (synonim: Astragalus campestris L.)
- Oxytropis campestris (L.) DC. var. chartacea (Fassett) Barneby (syn. Oxytropis chartacea Fasset))
- Oxytropis campestris (L.) DC. var. columbiana (H. St. John) Barneby (syn. Oxytropis columbiana H. St. John)
- Oxytropis campestris (L.) DC. var. johannensis Fernald
- Oxytropis campestris (L.) DC. var. spicata Hook. (syn: Aragallus gracilis A. Nelson, Oxytropis campestris var. gracilis, Oxytropis gracilis (A. Nelson) K. Schum, Oxytropis monticola A. Gray, Oxytropis spicata (Hook.) Standl.)
- Oxytropis campestris (L.) DC. var. varians (Rydb.) Barneby (syn: Aragallus varians Rydb., Oxytropis varians (Rydb.) K. Schum)

W Europie i w Polsce występuje tylko odmiana Oxytropis campestris (L.) DC. var. campestris.

## Zagrożenia i ochrona
Według klasyfikacji IUCN z 2001 jest gatunkiem narażonym na wyginięcie w polskich Karpatach (kategoria VU). W Polsce zagrożony jest głównie ze względu na nieliczne stanowiska i niewielki obszar, na którym występuje. Wszystkie jego stanowiska w Polsce znajdują się na obszarze Tatrzańskiego Parku Narodowego i to głównie w strefie ochrony ścisłej. Jest też uprawiany w ogrodzie Instytutu Ochrony PAN w Zakopanem (przy Muzeum Tatrzańskim). W Polskiej Czerwonej Księdze Roślin (2001) jest wymieniony jako gatunek zagrożony wyginięciem (kategoria zagrożenia EN). W wydaniu z 2014 roku otrzymał kategorię VU (narażony). Tę samą kategorię posiada na polskiej czerwonej liście. 
Objęty ścisłą ochroną.